# High School Musical 2 (саундтрек)
High School Musical 2 — саундтрек к фильму Классный мюзикл: Каникулы. Это второй самый продаваемый сингл 2007 года после альбома Джоша Гробана Noël в США.
Дебютировав 1 строкой в чарте Billboard 200, Amazon.com и iTunes Store продали альбом 615 000 копиями на первой неделе продаж. В начале сентября 2007 это число дошло до четвёртого места самых больших продаж на первой недели в год. Это первый саундтрек с телефильма, который дебютировал на верхушке Billboard. Альбом также распродался дважды платиновыми (2,000,000) копиями в США на первой неделе релиза. В начале декабря 2007 альбом разошёлся 3 миллионами копиями в США и больше, чем 5 миллионами в мировом масштабе.
«Wal-Mart Exclusive» альбома был выпущен 14 августа 2007, и состоял из оригинального саундтрека (хотя и в немного другом порядке) и дополнительного DVD, который, по-видимому, состоит из большинства (если не из всех) эпизодов "Road to High School Musical. The «2-Disc Collector’s Edition», версии альбома, выпущенной в Сингапуре 3 декабря 2007 года.

## Список композиций
| №   | Название                                  | Исполнитель(и)                          | Длительность |
| --- | ----------------------------------------- | --------------------------------------- | ------------ |
| 1.  | «What Time Is It?»                        | Актёры Классный Мюзикл: Каникулы        | 3:19         |
| 2.  | «Fabulous»                                | Эшли Тисдейл, Лукас Грейбил             | 3:02         |
| 3.  | «Work This Out»                           | Актёры Классный Мюзикл: Каникулы        | 3:03         |
| 4.  | «You Are the Music in Me»                 | Зак Эфрон, Ванесса Хадженс, Олеся Рулин | 3:28         |
| 5.  | «I Don't Dance»                           | Корбин Блю, Грейбил                     | 3:37         |
| 6.  | «You Are the Music in Me (версия Шарпей)» | Тисдейл, Эфрон                          | 2:29         |
| 7.  | «Gotta Go My Own Way»                     | Хадженс, Эфрон                          | 3:42         |
| 8.  | «Bet on It»                               | Эфрон                                   | 3:20         |
| 9.  | «Everyday»                                | Эфрон, Хадженс                          | 4:37         |
| 10. | «All for One»                             | Актёры Классный Мюзикл: Каникулы        | 4:13         |
| 11. | «Humuhumunukunukuapua'a»                  | Тисдейл, Грейбил                        | 3:09         |

### Wal-MartExclusive: Классный Мюзикл: Каникулы 2-х дисковый коллекционный саундтрек
На ограниченный срок розничная сеть Wal-Mart продавала только выпущенное эксклюзивное двух-дисковое коллекционное издание Классный Мюзикл: Каникулы. Оно включает саундтрек и бонус DVD. Коллекционное издание сейчас доступно на Филиппинах в то же время, когда и вышел саундтрек  Классный Мюзикл: Выпускной  после того, как Universal Music Limited обновил лицензию Walt Disney Records в выше указанной стране. Он включает:
| №   | Название                                  | Исполнитель(и)                           | Длительность |
| --- | ----------------------------------------- | ---------------------------------------- | ------------ |
| 1.  | «What Time Is It?»                        | Актёры Классный Мюзикл: Каникулы         | 3:19         |
| 2.  | «Fabulous»                                | Эшли Тисдейл, Лукас Грейбил              | 3:02         |
| 3.  | «Work This Out»                           | Актёры Классный Мюзикл: Каникулы         | 3:03         |
| 4.  | «You Are the Music in Me»                 | Зак Эфрон, Ванесса Хадженс, Олеся Рулин* | 3:28         |
| 5.  | «Humuhumunukunukuapua'a»                  | Тисдейл, Грейбил                         | 3:09         |
| 6.  | «I Don't Dance»                           | Корбин Блю, Грейбил                      | 3:37         |
| 7.  | «You Are the Music in Me (версия Шарпей)» | Тисдейл, Эфрон                           | 2:29         |
| 8.  | «Gotta Go My Own Way»                     | Хадженс, Эфрон                           | 3:42         |
| 9.  | «Bet On It»                               | Эфрон                                    | 3:20         |
| 10. | «Everyday»                                | Эфрон, Хадженс                           | 4:37         |
| 11. | «All for One»                             | Актёры Классный Мюзикл: Каникулы         | 4:13         |

Диск 2
Бонус DVD с:
- С эксклюзивным материалом об отборе актёров и прослушивания.

(Время прогона: 45 минут)
- Автографами актёров Классный Мюзикл: Каникулы
- Специальная упаковка из фольги с специально вложенным буклетом со словами

## Подарочное издание
Подарочное издание Классный Мюзикл: Полная Коллекция был выпущен 20 ноября 2007. Он включает 6 дисков. Они включают оригинальный саундтрек Классный Мюзикл, Классный Мюзикл: Каникулы оригинальный саундтрек, Классный Мюзикл Караоке Vol. 1, Классный Мюзикл: Каникулы Караоке Vol. 2 и Классный Мюзикл: Концерт CD/DVD.

## «Классный Мюзикл: Каникулы»: Непрекращающаяся Танцевальная Вечеринка
Walt Disney Records выпустил альбом-ремикс треков Классный Мюзикл. Он был выпущен 26 декабря 2007 года в США и 24 декабря 2007 года в Великобритании и Южно-восточной Азии. На все песни сделаны ремиксы Джейсоном Невисом. «Классный Мюзикл: Каникулы»: Непрекращающаяся Танцевальная Вечеринка достигла 1 строки американском чарте Top Electronic Albums в январе 2008.

## Появления в чарте
| Оценки критиков      | Оценки критиков |
| Источник             | Оценка          |
| -------------------- | --------------- |
| Allmusic             | [ 4 ]           |
| Detroit Free Press   | [ 5 ]           |
| Entertainment Weekly | B+              |

Альбом был самым скачиваемым альбомом на iTunes и Amazon.com на первой неделе релиза, и оставался на следующей неделе.
Альбом дебютировал 1 строкой в американском. Billboard 200 с продажами 615,000 копий, став четвёртым по продажам на первой недели в 2007 году (следом за Minutes Minutes to Midnight группы Linkin Park, Curtis рэпера 50 Cent и Graduation Канье Уэста). Издание также имело самые большие продажи на первой неделе за телевизионный саундтрек. Он оставался на 1 строке до 4-х недель, продав 367,000 копий на второй неделе, 210,000 на третьей и 165,000 на четвёртой. Саундтрек — это первый альбом за предшествующие 2 года, который провел 4 недели подряд на 1 строке в Billboard 200.
После проведения 4 недель подряд на 1 строке в Billboard 200, альбом скатился до 4 строки, идя после рэпера 50 Cent с Curtis, Канье Уэста с Graduation и Кенни Чесни с Just Who I Am: Poets & Pirates.
На 15 неделе в Billboard 200, в ноябре 2007 High School Musical 2 вернулся в топ-10 с продажами, выросшими на 130 % (183,000 копий), выдвинув его на 6 строку самых продаваемых альбомов 2007 года, во главе с Daughtry. Месяц спустя, однако, рождественский альбом Джоша Гробана Noël вытеснил Классный Мюзикл: Каникулы, став самым продаваемым альбомом года.
| Чарт (2007)                      | Наивысшая позиция | Продажи    |
| -------------------------------- | ----------------- | ---------- |
| U.S. Billboard 200               | 1                 | 3,299,880+ |
| Canadian Top 100 Albums Chart    | 1                 | 150,000+   |
| UK Compilation Albums Chart*     | 1                 | 300,000    |
| German Top 100 Albums Chart      | 5                 | 200,000+   |
| Australian ARIA Albums Chart     | 4                 | 100,000+   |
| Belgium IFPI Albums Chart        | 48                | -          |
| Greek International Albums Chart | 10                | -          |
| Italian Albums Chart             | 1                 | 80,000+    |
| French Albums Chart              | 12                | 75,000+    |
| Mexican Top 100 Albums Chart     | 2                 | 100,000+   |
| New Zealand RIANZ Albums Chart   | 3                 | 30,000+    |
| Norwegian Top 40 Albums Chart    | 4                 | 10,000+    |
| Polish Top 50 Albums Chart       | 2                 | 35,000+    |
| Swedish comprehensive chart      | 10                | 20,000     |
| Swiss Top 100 Albums Chart       | 6                 | 30,000+    |
| Argentine Top 50 Albums Chart    | 1                 | 80,000+    |

* В Великобритании сборники из нескольких артистов не попали в чарт Top 200 Artist Albums.

## «Классный Мюзикл: Каникулы»: Версия хинди
Times Music из Индии запустил специальный 2-дисковый саундтрек на хинди с оригинального саундтрека «Классный Мюзикл: Каникулы». Он состоит из дополнительного специального диска с тремя специальными вдохновленными песнями от известного музыкального режиссёрского трио Shankar Ehsaan Loy. Они включают «All for One» («Aaaja Nachle»), «Ud Chale» and «Chhoti Si». Эти песни были также ремиксованы ДиДжеем Suketu и аранжированы Aks. Саундтрек был выпущен (коллекцией на 2-х дисках) 26 октября 2007 года, а фильм (дублированный на хинди был выпущен на Disney Channel India 7 декабря 2007. 2 клипа с специального диска вышли в эфир на Disney Channel India. Это Ud Chale и «All for One» («Aaja Nachle»). В клипе Ud Chale 3 друзей вместе исследуют небо. В All for One толпа людей переносит свои эмоции в танец.